# Tephrosia tanganyikensis
Tephrosia tanganyikensis är en ärtväxtart som beskrevs av De Wild.. Tephrosia tanganyikensis ingår i släktet Tephrosia och familjen ärtväxter. Inga underarter finns listade i Catalogue of Life.